# Inflație prin monedă
Inflația prin monedă înseamnă emisiunea excesivă de monedă peste oferta reală de bunuri și servicii.
Aceasta atrage un surplus de cerere de mărfuri care duce la creșterea prețurilor. Mărirea prețurilor are loc nu prin simpla sporire a cantității de bani, ci prin creșterea cererii pe care aceasta o face posibilă.
Inflația monetară este definită foarte clar prin ecuația schimbului a lui Fisher: MV = PT, 
unde: 
- M = Masa monetară
- V = Viteza de circulație a monedei
- P = Nivelul general al prețurilor
- T = Volumul tranzacțiilor.

Astfel se poate vedea că dacă M (masa monetară) crește foarte mult se cauzează un dezechilibru major în ecuație care nu poate fi adus la normal decât prin creșterea lui P (nivelul general al prețurilor). Spunem aceasta deoarece: 
- T (volumul tranzacțiilor) nu poate crește mai mult de nivelul maxim pe care i-l permite producția; 
- V (viteza de circulație a banilor) nu este ușor de modificat deoarece sunt greu de modificat: gusturile; obiceiurile și preferințele consumatorilor.